# Dual Cyclone

Logo de la technologie Dual Cyclone

Dual Cyclone est une technologie développée par James Dyson utilisant la séparation cyclonique, pour séparer la poussière de l'air dans l'aspirateur G-Force. La technologie Dual Cyclone donne son nom commun à l'objet, et celui-ci est commercialisé en 1993, après la fabrication de plus de cinq milliers de prototypes,. Depuis, cet objet est entré dans les collections permanentes des grands musées comme le MoMA, le Victoria & Albert Museum à Londres, le San Francisco Museum of Modern Art, le Centre Georges-Pompidou à Paris, au Powerhouse Museum de Sydney, au Design Museum de Gand ou encore au Design Museum de Terence Conran.